# Aston Villa Football Club 1979-1980
Questa pagina raccoglie i dati riguardanti l'Aston Villa Football Club nelle competizioni ufficiali della stagione 1979-1980.

## Stagione
Nella stagione 1979-80 l'Aston Villa raggiunse il settimo posto in First Division. Capocannoniere della stagione fu Gary Shaw con 13 reti.

## Rosa
| N. |                        | Ruolo | Calciatore      |
| -- | ---------------------- | ----- | --------------- |
|    | Inghilterra (bandiera) | P     | Jimmy Rimmer    |
|    | Inghilterra (bandiera) | P     | Nigel Spink     |
|    | Inghilterra (bandiera) | D     | Colin Gibson    |
|    | Scozia (bandiera)      | D     | Allan Evans     |
|    | Irlanda (bandiera)     | D     | Eamon Deacy     |
|    | Inghilterra (bandiera) | D     | John Gidman     |
|    | Scozia (bandiera)      | D     | Ken McNaught    |
|    | Inghilterra (bandiera) | D     | Brendan Ormsby  |
|    | Inghilterra (bandiera) | D     | Michael Peijc   |
|    | Inghilterra (bandiera) | D     | Kenny Swain     |
|    | Inghilterra (bandiera) | D     | Gary Williams   |
|    | Inghilterra (bandiera) | C     | Dennis Mortimer |
|    | Inghilterra (bandiera) | C     | Gordon Cowans   |
|    | Inghilterra (bandiera) | C     | Paul Birch      |

| N. |                        | Ruolo | Calciatore      |
| -- | ---------------------- | ----- | --------------- |
|    | Scozia (bandiera)      | C     | Des Bremner     |
|    | Inghilterra (bandiera) | C     | Terry Bullivant |
|    | Inghilterra (bandiera) | C     | Alex Cropley    |
|    | Inghilterra (bandiera) | C     | Pat Heard       |
|    | Inghilterra (bandiera) | C     | Ivor Linton     |
|    | Inghilterra (bandiera) | C     | Tony Morley     |
|    | Inghilterra (bandiera) | C     | Gary Skelton    |
|    | Inghilterra (bandiera) | A     | Gary Shaw       |
|    | Inghilterra (bandiera) | A     | David Geddis    |
|    | Inghilterra (bandiera) | A     | John Deehan     |
|    | Irlanda (bandiera)     | A     | Terry Donovan   |
|    | Scozia (bandiera)      | A     | Andy Gray       |
|    | Inghilterra (bandiera) | A     | Brian Little    |
|    | Inghilterra (bandiera) | A     | Joe Ward        |

## Statistiche

### Statistiche di squadra
| Competizione          | Punti | In casa | In casa | In casa | In casa | In casa | In casa | In trasferta | In trasferta | In trasferta | In trasferta | In trasferta | In trasferta | Totale | Totale | Totale | Totale | Totale | Totale | DR |
| Competizione          | Punti | G       | V       | N       | P       | Gf      | Gs      | G            | V            | N            | P            | Gf           | Gs           | G      | V      | N      | P      | Gf     | Gs     | DR |
| --------------------- | ----- | ------- | ------- | ------- | ------- | ------- | ------- | ------------ | ------------ | ------------ | ------------ | ------------ | ------------ | ------ | ------ | ------ | ------ | ------ | ------ | -- |
| First Division        | 46    | 21      | 11      | 5       | 5       | 29      | 22      | 21           | 5            | 9            | 7            | 22           | 28           | 42     | 16     | 14     | 12     | 51     | 50     | +1 |
| FA Cup                | -     | 2       | 2       | 0       | 0       | 5       | 1       | 4            | 1            | 2            | 1            | 4            | 4            | 6      | 3      | 2      | 1      | 9      | 5      | +4 |
| Coppa di Lega inglese | -     | 2       | 0       | 1       | 1       | 0       | 2       | 2            | 1            | 0            | 1            | 3            | 4            | 4      | 1      | 1      | 2      | 3      | 6      | -3 |
| Totale                | -     | 25      | 13      | 6       | 6       | 34      | 25      | 27           | 7            | 11           | 9            | 29           | 36           | 52     | 20     | 17     | 15     | 63     | 61     | +2 |